# 90e méridien est
Le 90e méridien est est le méridien situé à égale distance du méridien de Greenwich et du 180e méridien dans l'hémisphère est, en termes de longitude.

## Géographie

### Dimensions
Comme tous les autres méridiens, la longueur du 90e méridien correspond à une demi-circonférence terrestre, soit 20 003,932 km. Au niveau de l'équateur, il est distant du méridien de Greenwich de 10 018 km,.
Avec le 90e méridien ouest, il forme un grand cercle passant par les pôles géographiques terrestres.

### Régions traversées
En commençant par le pôle Nord et descendant vers le sud au pôle Sud, Le 90e méridien est passe à travers:
| Coordonnées          | Pays, territoire ou mer | Notes |
| -------------------- | ----------------------- | --- |
| 90° 00′ N, 90° 00′ E | Océan Arctique          | |
| 81° 09′ N, 90° 00′ E | Mer de Kara             | Passe juste à l'ouest de l'Île Schmidt, Kraï de Krasnoïarsk, Russie                                          |
| 77° 07′ N, 90° 00′ E | Russie                  | Kraï de Krasnoïarsk — Îles Sergueï Kirov                                                                     |
| 77° 06′ N, 90° 00′ E | Mer de Kara             | |
| 75° 33′ N, 90° 00′ E | Russie                  | Kraï de Krasnoïarsk Khakassie — à partir de 55° 08′ N, 90° 00′ E Le Touva — à partir de 51° 40′ N, 90° 00′ E |
| 50° 01′ N, 90° 00′ E | Mongolie                | Bayan-Ölgii                                                                                                  |
| 47° 53′ N, 90° 00′ E | Chine                   | Xinjiang Qinghai — à partir de 36° 10′ N, 90° 00′ E Tibet — à partir de 33° 42′ N, 90° 00′ E                 |
| 28° 19′ N, 90° 00′ E | Bhoutan                 | |
| 26° 44′ N, 90° 00′ E | Inde                    | Assam - passe juste à l'est de Dhubri Meghalaya — à partir de 25° 50′ N, 90° 00′ E                           |
| 25° 16′ N, 90° 00′ E | Bangladesh              | |
| 21° 59′ N, 90° 00′ E | Océan Indien            | |
| 60° 00′ S, 90° 00′ E | Océan Austral           | |
| 66° 46′ S, 90° 00′ E | Antarctique             | Terre Guillaume-II,Territoire antarctique australien revendiqué par Australie                                |